# تترازينات

البنية الهيكلية لمتصاوغات التترازينات وهي 4،3،2،1-تترازين (يسار) و 5،4،2،1-تترازين (وسط) و 5،3،2،1-تترازين (يمين).

تترازينات هي صنف من المركبات العضوية سداسية الحلقة غير المتجانسة وغير المشبعة، والتي تحوي في بنيتها على أربع ذرّات نتروجين؛ ومن هنا أتت التسمية Tetrazine؛ وذلك حسب نظام تسمية هانتش-فيدمان.
لمركبات التترازينات الصيغة الكيميائية العامة C2H2N4؛ وهناك ثلاثة متصاوغات ممكنة وهي: 4,3,2,1-تترازين و 5,3,2,1-تترازين و 5,4,2,1-تترازين، والتي تعرف باسم v-تترازين و as-تترازين و s-تترازين على الترتيب.

## 4,3,2,1-تترازين
يعزل مركب 4,3,2,1-تترازين ومشتقاته عادةً على شكل أكسيد، لأن الشكل غير مستقر، أو أن تكون البنية مدمجة مع
حلقة بنزين.

## 5,4,2,1-تترازين
تعد مركبات 5,4,2,1-تترازين ومشتقاته، وخاصة المستبدلات في الموقع 3 و 6، من المركبات المعروفة، ومن أمثلتها 6,3-ثنائي-2-بيريدل-5,4,2,1-تترازين، والمستخدم في تفاعل ديلز-ألدر. إذ يتفاعل المركب المذكور مع نوربورناديين وفق تفاعل ديلز-ألدر ليشكل حلقي البنتاديين وبيريدازين مع استبدال وحدة أسيتيلين في العملية:

## مركبات متعلقة
- المركبات الحلقية السداسية غير المشبعة الحاوية على ذرة واحدة من النتروجين: بيريدينات
- المركبات الحلقية السداسية غير المشبعة الحاوية على ذرتين من النتروجين: ديازينات
- المركبات الحلقية السداسية غير المشبعة الحاوية على ثلاث ذرّات من النتروجين: تريازينات
- المركبات الحلقية السداسية غير المشبعة الحاوية على خمس ذرّات من النتروجين: بنتازينات
- المركبات الحلقية السداسية غير المشبعة الحاوية على ست ذرّات من النتروجين: هكسازينات